# Маруяма Юїті
Юїті Маруяма (яп. 丸山 祐市, нар. 16 червня 1989, Токіо) — японський футболіст, захисник клубу «Наґоя Ґрампус» та національної збірної Японії.

## Клубна кар'єра
У дорослому футболі дебютував 2012 року виступами за команду клубу «Токіо», але закріпитись в команді не зумів, зігравши за два сезони лише 11 матчів у всіх турнірах, з них три у Джей-лізі. Через це на сезон 2014 Маруяма був відданий в оренду в клуб другого дивізіону «Сьонан Бельмаре» і в команді з Хірацуки відразу став основним гравцем захисту команди і допоміг команді виграти дивізіон і вийти в еліту.
До складу клубу «Токіо» повернувся на початку 2015 року і цього разу зміг відразу пробитись до основи. Наразі встиг відіграти за токійську команду 133 матчів у національному чемпіонаті, і забив 2 голи.
У 2018 перейшов у Наґоя Ґрампус, за клуб станом 24 жовтня 2022 року встиг зіграти 134 матчі.

## Виступи за збірну
11 жовтня 2016 року дебютував в офіційних іграх у складі національної збірної Японії в матчі відбору до чемпіонату світу 2018 року проти збірної Австралії (1:1). Наразі провів у формі головної команди країни 2 матчі.

## Титули і досягнення
- Володар Кубка Джей-ліги (1):

«Нагоя Грампус»: 2021
- Володар Суперкубка Японії (1):

«Кавасакі Фронтале»: 2024